# 卡斯科奎姆河
卡斯科奎姆河（Kuskokwim River）是美国阿拉斯加州南部的一条河流。在費爾班克斯西南偏西约320公里处的卡斯科奎姆山发源，向西南流淌，最终在卡斯科奎姆湾注入白令海。全长1165公里。按河口平均流量来算，是美国第九大河流。